# زمین‌لرزه ۱۷ اوت ۱۹۳۶ چین
زمین‌لرزه چین  در تاریخ ۱۷ اوت ۱۹۳۶ میلادی، برابر با ‎۲۶ مرداد ۱۳۱۵، ساعت ۰:۰۰:۰۰ به زمان یوتی‌سی در چین رخ داد. بزرگی آن ۵٫۵ در مقیاس ریشتر اعلام شده‌است. زمین‌لرزه به وقت محلی در روز دوشنبه، ساعت ۸ روی داده و منطقه زمانی آن یوتی‌سی +۸ بوده‌است .
سازمان زمین‌شناسی آمریکا نیز جای این زمین‌لرزه را در مختصات ۲۶°۳۶′شمالی ۱۰۳°۰۰′شرقی / ۲۶٫۶°شمالی ۱۰۳°شرقی و بزرگی آنرا برابر با ۵٫۵ در مقیاس ریشتر اعلام کرده‌است. 
شمار کشتگان زلزله حدود ۳۰ نفر بوده‌است.